# Chęciny (gmina)
Chęciny – gmina miejsko-wiejska w Polsce położona w województwie świętokrzyskim, w powiecie kieleckim.
W latach 1975–1998 gmina administracyjnie należała do województwa kieleckiego. Do 1954 roku miasto Chęciny i gmina Korzecko.
Siedzibą gminy są Chęciny. Jest jedną z gmin aglomeracji kieleckiej.
Na koniec 2022 r. gminę zamieszkiwały 14 651. 
W 2015 na terenie gminy otwarto Europejskie Centrum Edukacji Geologicznej – ośrodek naukowo-badawczy Wydziału Geologii Uniwersytetu Warszawskiego.

## Struktura powierzchni
Według stanu na 1 stycznia 2011 r. powierzchnia gminy wynosi 127,39 km², z czego miasto Chęciny zajmuje 14,13 km², zaś obszary wiejskie – 113,26 km².
W 2007 r. 66% obszaru gminy stanowiły użytki rolne, a 22% – użytki leśne.

## Demografia

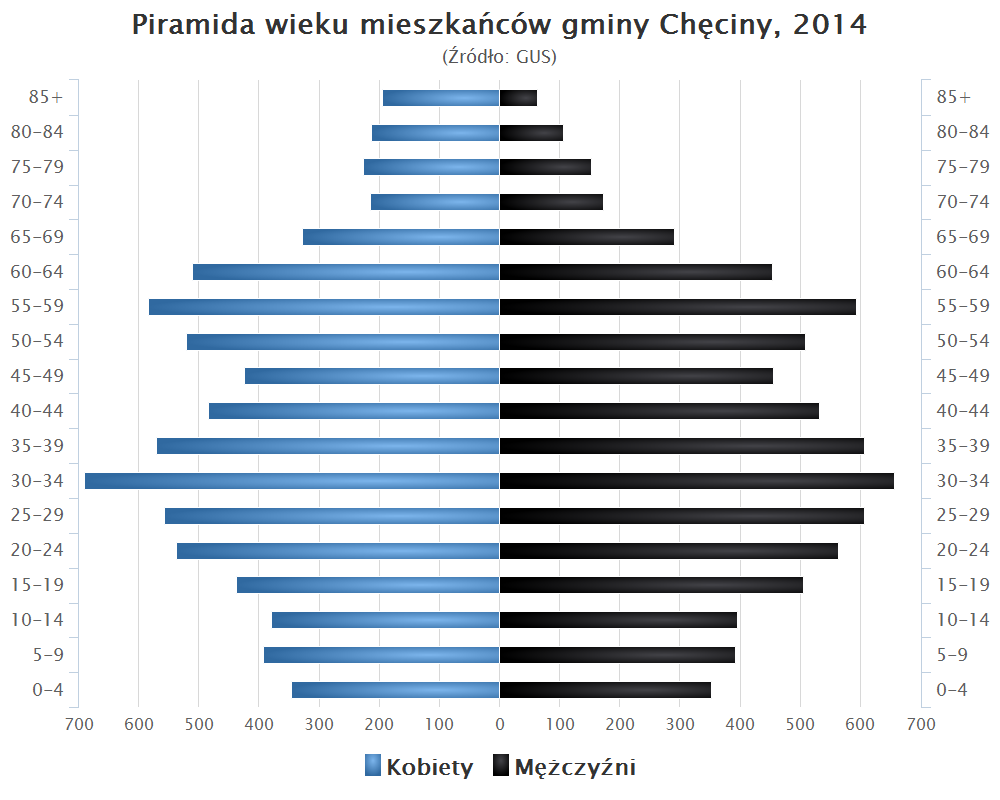
Piramida wieku mieszkańców gminy Chęciny w 2014 roku

Liczba ludności (dane z 31 grudnia 2010):
|        | Ogółem | Ogółem | Kobiety | Kobiety | Mężczyźni | Mężczyźni |
| osób   | %      | osób   | %       | osób    | %         |           |
| ------ | ------ | ------ | ------- | ------- | --------- | --------- |
| Ogółem | 14 853 | 100    | 7511    | 50,57   | 7342      | 49,43     |
| Miasto | 4304   | 28,98  | 2160    | 14,54   | 2144      | 14,43     |
| Wieś   | 10 549 | 71,02  | 5351    | 36,03   | 5198      | 35,00     |

▶Wieś vs ▶miasto
Ogółem (▶k, ▶m)
Miasto (▶k, ▶m)
Wieś (▶k, ▶m)

## Sołectwa
Bolmin, Korzecko, Lelusin, Lipowica, Łukowa, Miedzianka, Mosty, Ostrów, Podpolichno, Podzamcze, Polichno, Radkowice, Siedlce, Skiby, Starochęciny, Tokarnia, Wojkowiec, Wolica.

## Sąsiednie gminy
Małogoszcz, Morawica, Nowiny, Piekoszów, Sobków

## Miasta partnerskie
- Schöneck/Vogtl.
- Jaworow
- Rønde